# Mock & Toof
Mock & Toof er en electronica-duo fra Storbritannien.